# Limite de Betz
Pour les articles homonymes, voir Betz.

Traversée d'un capteur de surface S par un fluide

La limite de Betz est une loi physique qui indique que la puissance théorique maximale développée par un capteur éolien est égale à 16/27 (environ 60 %) de la puissance incidente du vent qui traverse l'éolienne.

## Historique et énoncé
Ce résultat est découvert par l'allemand Albert Betz en 1919 et est publié dans son livre Wind Energie en 1926. Cette loi s'applique à tous types d'éoliennes à pales, que l'on désigne  par le nom générique de capteur éolien.
Betz calcule que :
- la puissance théorique maximale récupérable par un capteur éolien est égale à 16/27 de la puissance incidente du vent qui traverse l'éolienne ;
- cette limite sera atteinte lorsque la vitesse du vent sera divisée par trois entre l'amont et l'aval de l'éolienne.

La puissance incidente du vent est cinétique et dépend de la surface que le capteur éolien propose au vent, de la vitesse du vent et de la masse volumique de l'air.
On peut regrouper ces résultats selon ces formules :
{\displaystyle P_{\mathrm {extraite} }^{\max }={\frac {16}{27}}P_{\mathrm {incidente} }} avec {\displaystyle P_{\mathrm {incidente} }=P_{\mathrm {cinetique} }={\frac {1}{2}}\rho Sv_{\mathrm {amont} }^{3}\,}
lorsque Échec de l’analyse (SVG (MathML peut être activé via une extension du navigateur) : réponse non valide(« Math extension cannot connect to Restbase. ») du serveur « http://localhost:6011/fr.wikipedia.org/v1/ » :): {\displaystyle  v_{\mathrm{aval}} = \frac{1}{3}  v_{\mathrm{amont}}}

{\displaystyle \rho } : masse volumique du fluide (1,20 kg m−3 pour l'air à 20 °C)
S : surface du capteur éolien (surface balayée) en m2
{\displaystyle v_{\mathrm {amont} }} : vitesse incidente (amont) du fluide en m/s

## Démonstration
Cette démonstration repose sur les équations fondamentales de la mécanique des fluides (théorème de Bernoulli, équations d'Euler).
Le calcul de la puissance du capteur éolien formulé par Albert Betz est établi à partir du calcul de l'énergie cinétique. 
Pour le calcul de la puissance d'un capteur éolien tenant compte de l'énergie cinétique et potentielle, voir : calcul de la puissance d'une turbine type éolien ou hydrolienne.

### Modélisation
- Ecoulement monodimensionnel par section, stationnaire d'un fluide parfait homogène
- On se place dans le référentiel terrestre supposé galiléen.

### Notation
{\displaystyle \rho } : masse volumique du fluide
S : surface du capteur éolien
pour toutes les variables suivantes, l'indice {\displaystyle _{1}} correspond à l'entrée du capteur et l'indice {\displaystyle _{2}} correspond à la sortie
{\displaystyle s} : section occupée par le flux d'air capté (variable, voir plus bas)
{\displaystyle p} : pression
{\displaystyle v} : vitesse de l'air
Dm : débit massique d'air, {\displaystyle Dm=\rho sv}
{\displaystyle F} : force exercée par l'air sur le capteur
{\displaystyle P} : puissance développée par la force exercée.

### Calculs
Dans le cas examiné, le débit masse est constant : {\displaystyle D_{m}=\rho sv=cste}.
Considérons quatre points sur une même ligne de courant : un point en amont (sur {\displaystyle s_{1}}), un point "juste avant" le capteur proprement dit, un autre "juste après", et un dernier en aval (sur {\displaystyle s_{2}}) :
Aux deux points loin du capteur, sur {\displaystyle s_{1}} et Échec de l’analyse (SVG (MathML peut être activé via une extension du navigateur) : réponse non valide(« Math extension cannot connect to Restbase. ») du serveur « http://localhost:6011/fr.wikipedia.org/v1/ » :): {\displaystyle s_2}
, la pression est égale à la pression atmosphérique Échec de l’analyse (SVG (MathML peut être activé via une extension du navigateur) : réponse non valide(« Math extension cannot connect to Restbase. ») du serveur « http://localhost:6011/fr.wikipedia.org/v1/ » :): {\displaystyle p_0}

Aux deux points proches du capteur, la section est égale à la surface S, et comme le débit masse est constant, la vitesse du vent est la même en ces deux points : {\displaystyle v}. En revanche, il y a une discontinuité de pression entre ces deux points. 
L'écoulement est supposé parfait et stationnaire, tout comme le fluide est supposé incompressible (masse volumique constante) ; l'effet du champ de pesanteur est nul (l'air capté flotte dans l'air "autour", du fait que la poussée d'Archimède équilibre exactement le poids de l'air, dont un éventuel travail - même en supposant une variation d'altitude - est ainsi annulé). On applique le théorème de Bernoulli deux fois, d'une part entre l'amont et le point juste avant le capteur, d'autre part entre le point juste après le capteur et l'aval ; on a donc :
(1) : Échec de l’analyse (SVG (MathML peut être activé via une extension du navigateur) : réponse non valide(« Math extension cannot connect to Restbase. ») du serveur « http://localhost:6011/fr.wikipedia.org/v1/ » :): {\displaystyle   \frac {p_{0}}{\rho}+\frac {v_{1}^2}{2}=\frac {p_1}{\rho}+\frac {v^2}{2}}

et 
(2) : {\displaystyle {\frac {p_{0}}{\rho }}+{\frac {v_{2}^{2}}{2}}={\frac {p_{2}}{\rho }}+{\frac {v^{2}}{2}}}
La soustraction (1) - (2) donne 
(3) : {\displaystyle p_{1}-p_{2}={\frac {\rho }{2}}(v_{1}^{2}-v_{2}^{2})}
La force exercée par le vent sur le capteur est 
(4) : {\displaystyle F=(p_{1}-p_{2})S={\frac {\rho }{2}}(v_{1}^{2}-v_{2}^{2})S=\rho S{\frac {(v_{1}+v_{2})}{2}}(v_{1}-v_{2})}
Mais cette force peut aussi s'exprimer par application de la loi de Newton : 
(5) : {\displaystyle {\begin{aligned}F&=m\cdot a\\&=m\cdot {\tfrac {dv}{dt}}\\&=D_{m}\cdot \Delta v\\&=\rho \cdot S\cdot v\cdot \left(v_{1}-v_{2}\right)\\\end{aligned}}}
L'égalité des deux expressions (4) et (5) impose que {\displaystyle v={\frac {(v_{1}+v_{2})}{2}}}et la puissance développée par cette force sur les pales est 
(6) : {\displaystyle P=Fv={\frac {\rho }{2}}(v_{1}^{2}-v_{2}^{2})Sv} ;
Si on exprime cette puissance en fonction de Échec de l’analyse (SVG (MathML peut être activé via une extension du navigateur) : réponse non valide(« Math extension cannot connect to Restbase. ») du serveur « http://localhost:6011/fr.wikipedia.org/v1/ » :): {\displaystyle x=\frac {v_{2}}{v_{1}}}
, du rendement r, et de {\displaystyle P_{0}} la puissance incidente du vent non perturbé :
{\displaystyle P_{0}={\frac {1}{2}}\rho Sv_{1}^{3}}
on obtient 
{\displaystyle v=v_{1}{\frac {1+x}{2}}}
et 
{\displaystyle r={\frac {P}{P_{0}}}={\frac {1}{2}}(1-x^{2})(1+x)}
On peut alors tracer le rendement r de l'éolienne en fonction de x :
Le maximum est atteint pour x=1/3, et alors r=16/27. D'où la limite de Betz :
{\displaystyle P_{\mathrm {extraite} }^{\max }\,\,=\,\,{\frac {16}{27}}\,P_{\mathrm {incidente} }}

## Limite théorique et implications pratiques de la formule
- le calcul suppose qu'on néglige l'énergie thermique contenue dans le fluide, et que la masse volumique de ce fluide reste constante. Or l'extraction d'énergie cinétique aura des effets thermiques sur le fluide, qui peut à son tour faire évoluer la masse volumique (condensation de vapeur d'eau par exemple). Ce phénomène est d'importance faible pour l'air, il peut être non négligeable dans d'autres cas. La limite de Betz s'applique à tout type d'éolienne, mais elle ne s'applique pas à une turbine à vapeur par exemple.

- le calcul fait un certain nombre d'hypothèses – par exemple le fait que la vitesse est constante sur toute la section S – qui font de cette limite un majorant, et non un maximum atteignable ; des calculs modernes plus élaborés[3],[4] montrent que le maximum réel est plus faible.

- à la limite de Betz, le vent voit sa vitesse divisée par 3 ; pour maintenir le même débit, la surface de sortie doit donc être multipliée par 3.

- on voit que la courbe du rendement est assez plate, ce qui signifie que le rendement reste assez bon même quand on s'éloigne significativement de l'optimum.

## Interprétation physique
L'existence de la limite de Betz traduit la compétition entre deux phénomènes opposés :
- Une éolienne récupère d'autant plus d'énergie qu'elle freine plus le vent (ce qui est traduit par le terme {\displaystyle (v_{1}^{2}-v_{2}^{2})} de la formule de puissance) ...
- ... mais elle en récupère d'autant moins que le débit est plus faible, or le ralentissement réduit le débit (ce qui est traduit par le terme {\displaystyle (v_{1}+v_{2})} de la formule de puissance)

## Limite atteinte
Les éoliennes modernes ont atteint la limite de Betz avec un rendement qui avoisine les 45 % pour les vitesses de vent intermédiaires. Le ralentissement de l'air est si efficace qu'il faut espacer suffisamment les éoliennes afin que l'atmosphère reconstitue son potentiel éolien et que la turbulence produite par une éolienne ne gêne pas l'éolienne en aval. La puissance produite par une éolienne est proportionnelle à la surface du rotor, donc au carré du diamètre du rotor, alors que les espacements nécessaires entre les éoliennes sont exprimés en multiple de ce même diamètre de rotor. Par conséquent, l'énergie qui peut être extraite par surface de terrain est à peu près indépendante de la taille des éoliennes implantées.